# Hans Steffen (Politiker)

Hans Steffen (1985)

Hans Steffen (* 29. September 1931 in Zürich; heimatberechtigt in Zürich, Kloten und Fischenthal) ist ein Schweizer Lehrer und Politiker (NA).

## Leben
Hans Steffen gehörte zunächst der FDP an, danach der Nationalen Aktion (später Schweizer Demokraten), für die er im Gemeinderat von Fischenthal sass und vom 4. Februar 1985 bis am 5. Dezember 1999 im Nationalrat. Er war Mitgründer und Vorstandsmitglied der Aktion für eine unabhängige und neutrale Schweiz und betrieb eine nationalistische Politik.
Hans Steffen ist seit 1964 verheiratet, das Paar hat zwei Kinder.